# Dracocephalum ferganicum
Dracocephalum ferganicum là một loài thực vật có hoa trong họ Hoa môi. Loài này được Lazkov mô tả khoa học đầu tiên năm 2001.